# Charles Zwolsman senior

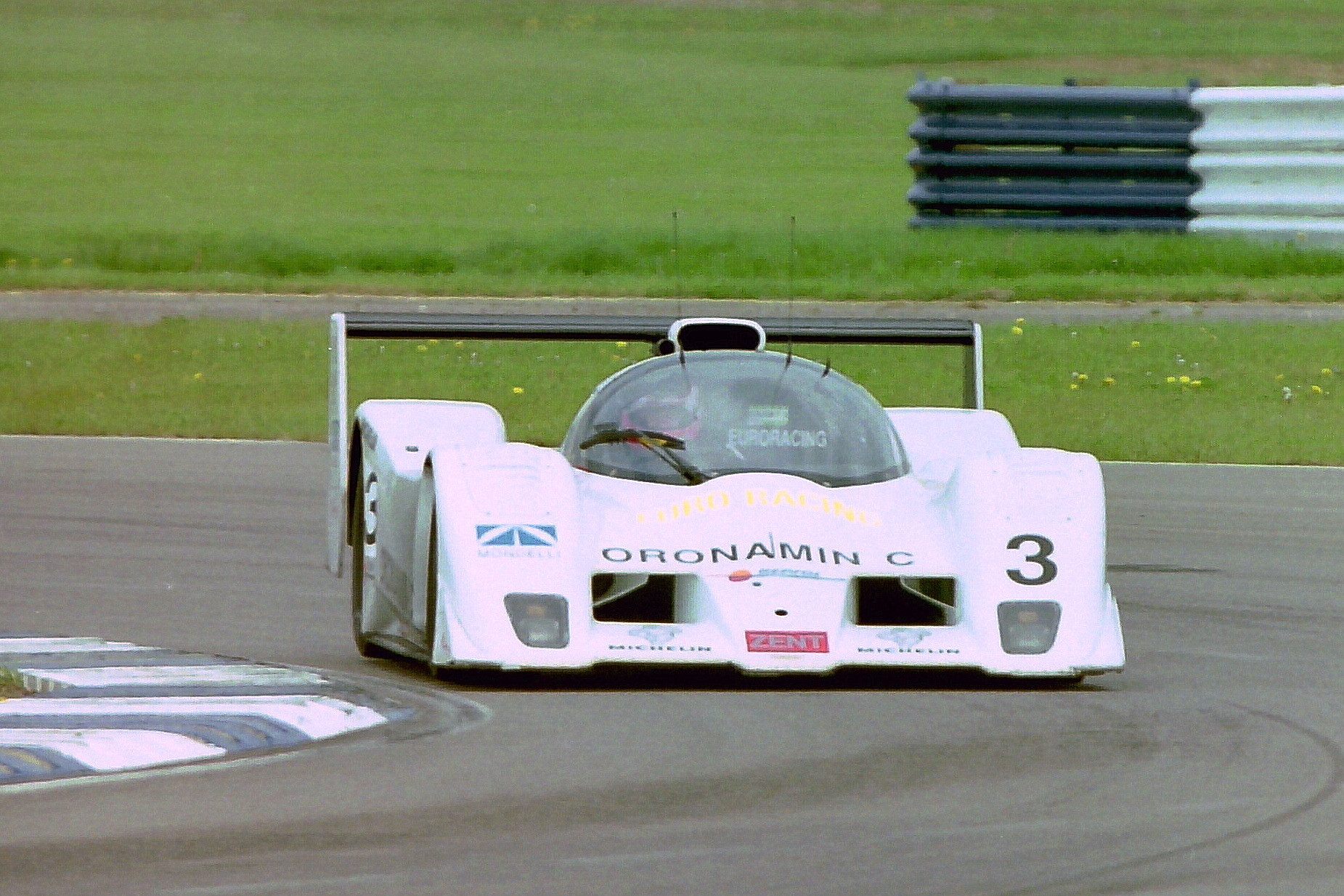
Der Lola T92/10 von Cor Euser und Charles Zwolsman beim 500-km-Rennen von Silverstone 1992

Charles Zwolsman (* 6. August 1955 in Oostzaan; † 21. Januar 2011 in Nieuwegein) war ein  niederländischer Unternehmer, Drogenhändler und Automobilrennfahrer. Er war der Vater von Charles Zwolsman junior.

## Verstrickung in den Drogenhandel
Zwolsman wurde als drittes Kind einer Mitarbeiterin des niederländischen Schiffbauunternehmens Nederlandsche Dok en Scheepsbouw Maatschappij geboren. In den 1980er-Jahren betrieb er einen Blumengroßhandel in Aalsmeer, der 1984 in Insolvenz ging. Danach stieg der Niederländer in den Drogenhandel ein, indem er über die Jahre immer stärker involviert wurde. Erst schmuggelte er Haschisch in Kühlwagen aus Marokko in die Niederlande. Das Drogenunternehmen wuchs schnell; auf dem Höhepunkt der Aktivitäten zählte die Kriminelle Vereinigung, der Zwolsman vorstand, knapp 60 Mitarbeiter.
1988 wurde er zum ersten Mal verhaftet und wegen Drogenhandels zu zwei Jahren Haft verurteilt. Einen Teil der Strafe musste der Absitzen, ein Rest wurde zur Bewährung ausgesetzt. 1992 verstieß er gegen die Auflagen und musste nach einer Anzeige wegen Übertretung eines Geschwindigkeitlimits im Straßenverkehr wieder ins Gefängnis. Von dort aus führte er seine Drogengeschäfte weiter.
Kurz nach seiner Entlassung wurde er 1993 ein weiteres Mal verhaftet. Diesmal wurde ihm Betrug im Zusammenhang mit dem Import von Luxus-Automobilen aus den Vereinigten Staaten vorgeworfen. Die dritte Verhaftung erfolgte 1995. Wieder kam es zu einem Gerichtsverfahren; diesmal lautete das Urteil fünf Jahre Haft wegen Führung einer kriminellen Vereinigung. Außerdem wurde er zur Zahlung von 22,5 Millionen Euro Bußgeld verurteilt. Die Rechtskraft des Urteils konnte er jahrelang erfolgreich bekämpfen. Obwohl er 2006 nach einer Razzia erneut verhaftet wurde, blieb er bis 2009 auf freiem Fuß. Am 11. Juni 2009 folgte die letzte Verhaftung. Von Beamten der Korps Landelijke Politiediensten wurden seine Freundin und er auf dem Parkplatz der Autobahn 1 in der Nähe von Barneveld überwältigt. Wegen des Besitzes von fast 1000 kg Haschisch und vier illegaler Schusswaffen erhielt er eine Gefängnisstrafe von drei Jahren.
Im Januar 2011 starb Zwolsman in Haft. Über die Todesursache wurden keine Angaben gemacht.

## Motorsport
Mit den Einnahmen aus den Drogengeschäften finanzierte Zwolsman seine Leidenschaft für den Motorsport. Zu Beginn der 1990er-Jahre unterhielt der unter dem Namen Euro Racing ein eigenes Rennteam. Er ging in der Interserie an den Start und bestritt Rennen zu den Sportwagen-Weltmeisterschaften 1990, 1991 und 1992. Sein größter Erfolg war der Sieg beim Interserie-Rennen von Mugello 1992.
Mit der Verhaftung 1992 endeten die Rennaktivitäten und das Rennteam wurde aufgelöst.

## Statistik

### Le-Mans-Ergebnisse
| Jahr | Team                    | Fahrzeug    | Teamkollege           | Teamkollege   | Platzierung | Ausfallgrund |
| ---- | ----------------------- | ----------- | --------------------- | ------------- | ----------- | ------------ |
| 1990 | Chamberlain Engineering | Spice SE90C | Philippe de Henning   | Robin Donovan | Ausfall     | Motorschaden |
| 1991 | Euro Racing             | Spice SE90C | Cor Euser             | Tim Harvey    | Ausfall     | Motorschaden |
| 1992 | Euro Racing             | Lola T92/10 | Heinz-Harald Frentzen | Shunji Kasuya | Rang 13     |              |

### Einzelergebnisse in der Sportwagen-Weltmeisterschaft
| Saison | Team                    | Rennwagen               | 1   | 2   | 3   | 4   | 5   | 6   | 7   | 8   | 9   |
| ------ | ----------------------- | ----------------------- | --- | --- | --- | --- | --- | --- | --- | --- | --- |
| 1990   | Chamberlain Engineering | Spice SE90C Spice SE89C | SUZ | MON | SIL | SPA | DIJ | NÜR | DON | MOT | MEX |
| 1990   | Chamberlain Engineering | Spice SE90C Spice SE89C |     | DNF |     | DNF | 14  | DNF |     |     | DNF |
| 1991   | Euro Racing             | Spice SE90C             | SUZ | MON | SIL | LEM | NÜR | MAG | MEX | AUT |     |
| 1991   | Euro Racing             | Spice SE90C             | 4   | 4   |     | DNF | DNF | 4   | 4   | 7   |     |
| 1992   | Euro Racing             | Lola T92/10 Tom’s BB90R | MON | SIL | LEM | DON | SUZ | MAG |     |     |     |
| 1992   | Euro Racing             | Lola T92/10 Tom’s BB90R | DNF | DNF | 13  | DNF |     |     |     |     |     |